# Eurovision Dance Contest 2008

Deltagande länder
Länder som deltagit tidigare år men ej detta

Eurovision Dance Contest 2008 är den andra upplagan av den internationella danstävlingen Eurovision Dance Contest som avgjordes den 6 september 2008 i Glasgow, Skottland, Storbritannien. Sverige representerades av paret Danny Saucedo och Jeanette Carlsson, vilka hade deltagit i Let's Dance 2008 på våren innan tävlingen och där kommit fyra respektive trea.

## Resultat
Efter att TV-tittarna telefonröstat stod följande resultat klart.
| Start | Land           | Danspar                               | Placering | Poäng |
| ----- | -------------- | ------------------------------------- | --------- | ----- |
| 1     | Sverige        | Danny Saucedo & Jeanette Carlsson     | 12        | 38    |
| 2     | Österrike      | Dorian Steidl & Nicole Kuntner        | 13        | 29    |
| 3     | Danmark        | Patrick Spiegelberg & Katja Svensson  | 6         | 102   |
| 4     | Azerbajdzjan   | Eldar Dzhafarov & Anna Sazhina        | 5         | 106   |
| 5     | Irland         | Gavin Ó Fearraigh & Dearbhla Lennon   | 11        | 40    |
| 6     | Finland        | Maria Lund & Mikko Ahti               | 10        | 44    |
| 7     | Nederländerna  | Thomas Berge & Roemjana De Haan       | 14        | 1     |
| 8     | Litauen        | Karina Krysko & Saulius Skambinas     | 4         | 110   |
| 9     | Storbritannien | Louisa Lytton & Vincent Simone        | 9         | 47    |
| 10    | Ryssland       | Tatiana Navka & Alexander Litvinenko  | 2         | 121   |
| 11    | Grekland       | Jason Roditis & Tonia Kosovich        | 7         | 72    |
| 12    | Portugal       | Raquel Tavares & João Tiago           | 8         | 61    |
| 13    | Polen          | Edyta Herbuś & Marcin Mroczek         | 1         | 154   |
| 14    | Ukraina        | Lilia Podkopayeva & Sergey Kostetskiy | 3         | 119   |